# جايسون روشي
جايسون روشي (بالإنجليزية: Jason Roach)‏ هو لاعب كرة قاعدة أمريكي، ولد في 20 أبريل 1976 في كينستون في الولايات المتحدة.

## وصلات خارجية
- جايسون روشي على موقعبيزبول رفرنس.كوم (الدوري الرئيسي) (الإنجليزية)
- جايسون روشي على موقعبيزبول رفرنس.كوم (الدوري الثانوي) (الإنجليزية)